# 5080 Oja
5080 Oja è un asteroide della fascia principale. Scoperto nel 1976, presenta un'orbita caratterizzata da un semiasse maggiore pari a 2,2429630 UA e da un'eccentricità di 0,1236731, inclinata di 5,45283° rispetto all'eclittica.